# グレート・センチュリー -メモリーズ&メロディーズ-
『グレート・センチュリー -メモリーズ&メロディーズ-』は、宝塚歌劇団の舞台作品。星組公演。形式名は「グランド・レビュー」。24場。
作・演出は三木章雄。併演作品は『我が愛は山の彼方に』。

## 解説
※『宝塚歌劇100年史（舞台編）』の宝塚大劇場公演参考。
偉大な20世紀を色鮮やかに染め上げた数々の忘れられない名曲、そしてそれにまつわる思い出…。いろいろな名曲の中から、20世紀を語るであろうメロディーを取り上げ、それらが想起させる恋・痛み・悲しみ・夢を舞台いっぱいに繰り広げた。20世紀の夢と希望を歌い踊るプロローグから、名残を惜しむかのようにシャンソンに乗って踊るフィナーレまで、20世紀の記憶と旋律を大きなスケールで描いたレビュー。

## 公演期間と公演場所
- 1999年8月5日 - 8月25日　博多座（福岡公演）[2]
- 1999年10月1日 - 11月8日　宝塚大劇場[1]
- 2000年1月2日 - 2月6日　TAKARAZUKA1000days劇場（東京公演）[3]

## スタッフ
※氏名の後ろに「宝塚」「東京」「福岡」の文字がなければ全劇場共通。
- 作曲・編曲：高橋城/吉田優子/西村耕次/鞍富真一
- 編曲：木川田新
- 音楽指揮：木谷木靖（宝塚）
- 録音音楽指揮：佐々田愛一郎（福岡・東京）
- 振付：羽山紀代美/名倉加代子/藍エリナ/御織ゆみ乃/若央りさ
- 装置：大橋泰弘
- 衣装：任田幾英
- 照明：勝柴次朗
- 仮面美術：清水千華
- 音響：加門清邦
- 小道具：万波一重
- 効果：市成秀二
- 演出助手：大野拓史/川上正和
- 装置助手：國包洋子
- 衣装補：河底美由紀
- 舞台進行：赤坂英雄
- 舞台監督：藤村信一（東京）/木村信也（東京）/中村兆成（東京）/林田勇吾（東京）
- 舞台美術製作：株式会社宝塚舞台
- 演奏：宝塚管弦楽団（福岡・宝塚）
- 録音演奏：宝塚管弦楽団（東京）
- 制作：木場健之/久保孝満
- 衣装生地提供：株式会社クラレ

## 東京公演における休演者
- 彰乃早紀[4]

## 主な配役

### 宝塚・東京
宝塚
- 踊るスター男、ジャズダンサー男S、恋人・男、踊る男S、アンドロイド男S、パリの男S、パリジャンS、パレードの男S - 稔幸[1]
- 踊るスター女、ジャズダンサー女S、恋人・女、踊る女S、イヴ、パリの女S、パリジェンヌS、パレードの歌手 - 星奈優里[1]
- ジャズダンサー男A、貴公子、歌手男D、踊る男A、パリの男A、パリジャンA、パレードの歌手 - 絵麻緒ゆう[1]
- ジャズダンサー男B、ロックシンガーS、歌手男C、ローマの男、踊る男A、パリの男B、パリジャンB、パレードの歌手 - 彩輝直[1]

東京
- 踊るスター男、ジャズダンサー男S、恋人・男、踊る男S、アンドロイド男S、パリの男S、パリジャンS、パレードの男S - 稔幸[4]
- 踊るスター女、ジャズダンサー女S、恋人・女、踊る女S、イヴ、パリの女S、パリジェンヌS、パレードの歌手 - 星奈優里[4]
- ジャズダンサー男A、貴公子、歌手・男D、踊る男A、パリの男A、パリジャンA、パレードの歌手 - 絵麻緒ゆう[4]
- ジャズダンサー男B、ロックシンガーS、歌手・男C、踊る男A、パリの男B、パリジャンB、パレードの歌手 - 彩輝直[4]
- ジャズダンサー男B、紳士A、歌手・男B、踊る男A、アンドロイド男、パリの男C - 久城彬[4]
- ジャズダンサー男B、ロックシンガー男A、歌手・男A、踊る男A、アンドロイド男、パリの男C、パレードの歌手 - 音羽椋[4]
- ジャズダンサー女A、ロッカー女S、マドリッドの女・歌、歌手・女C、踊る女A'、パリジェンヌA - 羽純るい[4]
- ジャズダンサー女B、令嬢、歌手・女D、踊る女A'、パリジェンヌB - 妃里梨江[4]

### 博多座の変更点
※下記以外、宝塚公演に同じ
- ジャズダンサー男A、貴公子、歌手男D、パリの男A、パリジャンA、パレードの歌手 - 彩輝直[2]
- ジャズダンサー男B、ロックシンガーS、紳士A、戦う男、歌手B、アンドロイド、パリの男B、パリジャンB - 久城彬[2]
- ジャズダンサー男B、ロッカー男A、紳士、戦う男、歌手・男C、アンドロイド、パリの男C - 朝澄けい[2]